# Halberstädter Straße 192

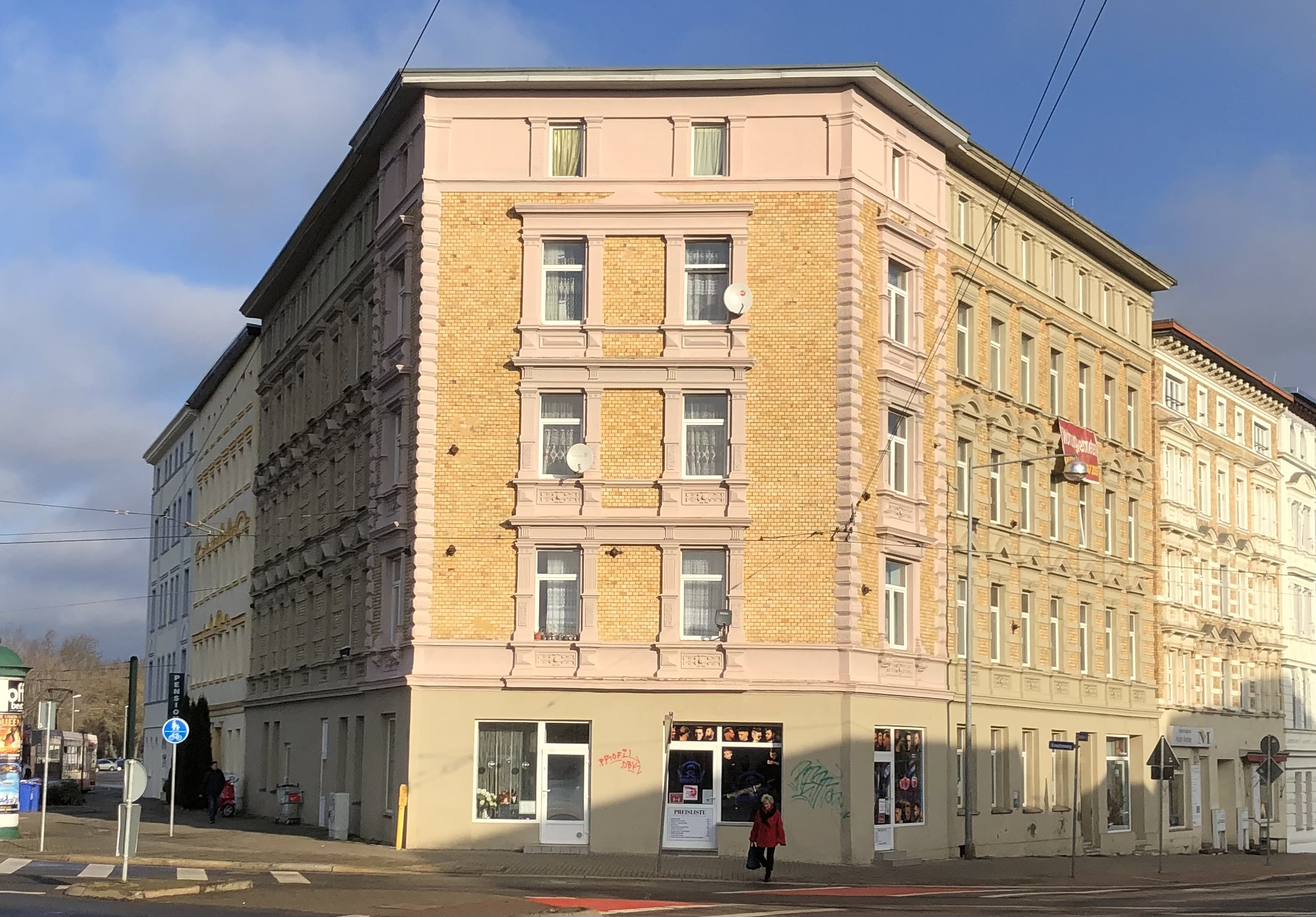
Wohnhaus Halberstädter Straße 192 im Jahr 2021

Das Gebäude Halberstädter Straße 192 ist ein denkmalgeschütztes Wohnhaus in Magdeburg in Sachsen-Anhalt.

## Lage
Es befindet sich in einer markanten Ecklage auf der Nordseite der Halberstädter Straße im Magdeburger Stadtteil Sudenburg. Unmittelbar westlich des Hauses mündet der Kroatenweg auf die Halberstädter Straße ein. Nordöstlich grenzt das gleichfalls denkmalgeschützte Haus Halberstädter Straße 190 an.

## Architektur und Geschichte
Der viereinhalbgeschossige Bau wurde im späten 19. Jahrhundert im Stil der Neorenaissance errichtet. Die Fassaden des in Ziegelbauweise gebauten Hauses sind üppig mit Putzverzierungen mit ornamentalen, floralen und figürlichen Motiven versehen. Darüber hinaus finden sich Karyatiden, Pilaster, Rustikaquaderungen sowie dorischen Kapitellen. Die Gebäudekanten im Eckbereich sind durch eine Diamantierung und Kartuschen betont. Außerhalb der Ecke sind die Fensterverdachungen im ersten Obergeschoss als Dreiecksgiebel, im zweiten Obergeschoss als Segmentbögen ausgeführt. Eine ursprünglich bestehende Bekrönung des Giebels ist nicht erhalten.
Im örtlichen Denkmalverzeichnis ist das Wohnhaus unter der Erfassungsnummer 094 76635 als Baudenkmal verzeichnet.
Das Gebäude gilt als Teil des gründerzeitlichen Straßenzugs als städtebaulich bedeutend und gehört so zum südwestlichsten Ausläufer der Erweiterung der Stadt Magdeburg in dieser Zeit. Es bildete in seiner auffälligen Lage vor der Eingemeindung von Ottersleben praktisch den südwestlichen Stadteingang.